# Hans Liechti
Hans Liechti (* 5. Dezember 1946 in Zürich) ist ein Schweizer Kameramann und Regisseur.
Hans Liechti machte zunächst eine Ausbildung zum Fotografen. Danach war er als Kameraassistent und später als Kameramann beim Schweizer Fernsehen DRS tätig, wo er auch seine Ausbildung erhielt. In der Folge wurde er hier als festangestellter Kameramann engagiert. Später wechselte er als freischaffender Kameramann und Regisseur in die Selbständigkeit. Durch mehrere Fortbildungsseminare erlernte Liechti u. a. Scriptwriting- und Filmanalyse und das Schreiben von Drehbüchern. Hans Liechti führte u. a. Regie bei verschiedenen TV-Serien.

## Filmografie (Auswahl)
- 1992: Happy Holiday (Regie)
- 1995: Patricias Geheimnis (Regie)
- 1996: Wildbach (Regie)
- 1996: Alarmcode 112 (Regie; Episoden 8 bis 11)
- 1999: Die Sternbergs - Ärzte, Brüder, Leidenschaften (Regie)
- 2001: Eine Liebe auf Mallorca 3 (Regie)
- 2003: Dario M. (Regie, Buch)
- 2005–2006: Lüthi und Blanc (Regie)
- 2008: Tag und Nacht (Regie)
- 2009: Gute Zeiten, schlechte Zeiten  (Regie)

- Aus heiterem Himmel (Regie; TV-Serie; 1995)
- Air Albatros (Regie; TV-Serie; 1994)
- Leo Sonnyboy (Kamera; 1989)
- Les ennemis de la mafia (Kamera; 1988)
- L'heure Simenon (Kamera; TV-Serie; Episode Le rapport du gendarme; 1987)
- Dünki Schott (Kamera; 1987)
- Die Reise (Kamera; 1986)
- Erdsegen (Kamera; TV; 1986)
- La mort de Mario Ricci / „Tod des Mario Ricci“ (Kamera; 1983)
- Akropolis Now (Regie, Buch; 1983)
- Das Boot ist voll (Kamera; 1981)
- L'homme en fuite (Kamera; 1980)
- Völlerei oder Inselfest (Todsünde 4) (Kamera; 1980)
- Das gefrorene Herz (Kamera; 1979)
- Trilogie 1848 - Der Galgensteiger (Kamera; TV; 1978)
- Fluchtgefahr (Kamera; TV; 1974)
- Hannibal (Kamera; Kinofilm; 1972)